# Karol Hiller

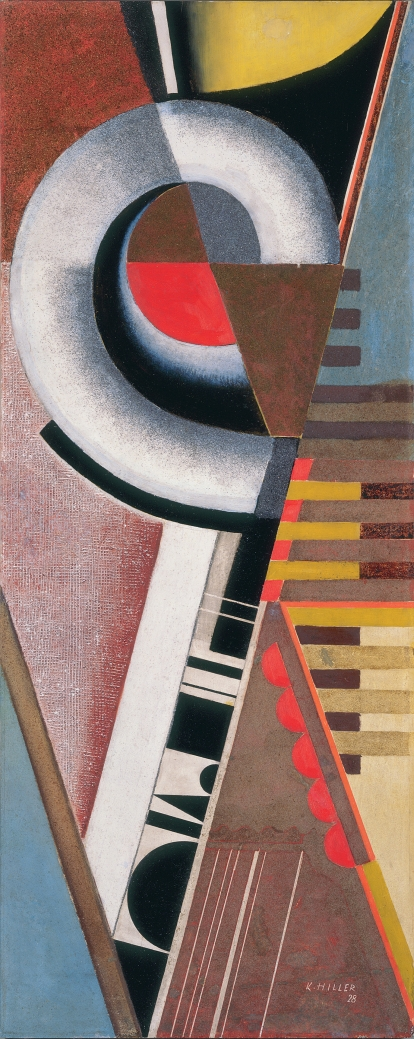
Komposition mit einer Spirale, 1928

Karol Hiller (geboren 1. Dezember 1891 in Łódź, Russisches Kaiserreich; gestorben wahrscheinlich am 7. Dezember 1939 in den Wäldern von Lućmierz, Gemeinde Zgierz) war ein polnischer Maler, Grafiker und Lichtbildner.

## Leben
Karol Hiller studierte 1910 bis 1912 Chemie an der Technischen Hochschule zu Darmstadt, danach am Warschauer Polytechnikum. Während des Ersten Weltkriegs wurde er zur russischen Armee berufen und nach Russland evakuiert. In Kiew begann er das Studium an der Akademie der Schönen Künste, wo er die Ästhetik und Technik der Ikonenmalerei erlernte. Während der Oktoberrevolution engagierte sich an der linken Seite der politischen Szene.
1921 kam er nach Polen und siedelte sich in Łodź an. Zusammen mit dem linksorientierten Dichter Witold Wandurski beschäftigte er sich mit der Veranstaltung von Kunstausstellungen, die an das breite Publikum gerichtet waren.
Er schuf Wandbilder und Buchillustrationen. 1930 bis 1937 nahm er an den Ausstellungen des Institutes für Kunstpropaganda (IPS) teil, wo er abstrakte Malerei zeigte.
Als Lichtbildner experimentierte er mit Heliografik – den Schatten von den auf dem lichtempfindlichen Papier liegenden Gegenständen.
Er war Aktivist der Liga für Verteidigung von Menschen- und Bürgerrechten.
Nach der deutschen Besetzung Polens wurde er wahrscheinlich am 20. Dezember 1939 im Wald in Lućmierz unweit von Łodź in der von den Deutschen durchgeführten Massenhinrichtung  erschossen.